# Emna Belhadj Yahia
Emna Belhadj Yahia o Emna Belhaj Yahia, (Túnez, 30 de septiembre de 1945) es una novelista tunecina en lengua francesa. Militante en la defensa de los derechos de las mujeres y de los derechos humanos, es miembro de "Beit al Hikma", la Academia tunecina de las ciencias, las letras y las artes. 

## Biographie
Nacida en Túnez en el seno de una familia de teólogos por parte de su abuelo materno y de la burguesía comerciante por parte de padre, realiza estudios superiores en Francia diplomándose en Filosofía en La Sorbona de París. También se matriculó posteriormente en la École pratique des hautes études, pero no terminó sus estudios. Los acontecimientos de mayo del 68 se cruzan en su destino.
Fue profesora de filosofía en Túnez durante algunos años antes de convertirse en responsable científica en la Academia tunecina de las ciencias, las letras y las artes, Beit al Hikma.
A finales de los sesenta publicó numerosos artículos en francés y árabe en los periódicos independientes de la época en torno a la modernidad, racionalidad y democracia. Militante feminista participó en la creación de un movimiento autónomo de reflexión en favor de la emancipación de las mujeres tunecinas y en defensa de sus derechos. Fue codirectora de la revista "Nissa". También ha formado parte de la Liga tunecina de los derechos humanos.
Los personajes femeninos son constantes en sus novelas. En Tasharej, escrita en el 2000 relata la historia de una mujer singular, emancipada e independiente financiera e intelectualmente, socióloga y madre de familia, mantiene una relación difícil con su hija, la narradora de la historia.
La revolución de 2011 y los años posteriores, el ascenso de partidos religiosos conservadores al poder y el cuestionamiento de estos partidos de las libertades logradas por las mujeres le llevan a una reflexión que plasma en la obra Tunisie, questions à mon pays que publica en 2014, obra que fue seleccionada para el premio Edgare Faure, un premio destinado a reconocer la mejor obra política del año otorgado por un jurado compuesto por personalidades del mundo político y mediático francés.
En 2016 se doctoró en La Sorbona en literatura y civilizaciones francesas con la tesis L'Orient d'Arthur de Gobineau.

## Premios y reconocimientos
Ha recibido en dos ocasiones el premio de novela Comar d'or (por sus novelas Tasharej y Jeux de rubans) y dos veces el premio Zbeida Bchir. 

## Publicaciones
- Chronique frontalière, 1991, editorial Blandin
- L’Étage invisible, 1996, editorial Joëlle Losfeld
- Tasharej, 2000, editorial Balland
- Une fenêtre qui s'ouvre, 2007, libro colectivo Leïla Sebbar, Emna Belhadj Yahia, Rajae Benchemsi, Maïssa Bey et Cécile Oumhani, editorial Elyzad
- Rouge à lèvres et brioche au chocolat, con Sophie Bessis y Leïla Sebbar en Enfances tunisiennes, 2010, editor Elyzad
- Jeux de rubans, 2011, editorial Elyzad, premio Comar d'or 2012
- Tunisie, questions à mon pays, 2014 Éditions de l'Aube